# Альфьери, Лучано
Лучано Альфьери (итал. Luciano Alfieri; 30 марта 1936, Милан — 2 февраля 2024, Милан) — итальянский футболист, играл на позиции вратаря. Выступал, в частности, за клуб «Милан», а также олимпийскую сборную Италии.

## Клубная карьера
Родился 30 марта 1936 года в городе Милан. Воспитанник футбольной школы клуба «Милан». Не сыграв ни одного матча за первую команду, в 1956 году был отправлен в годичную аренду в «Сиракузу» из Серии С. Вернувшись в миланскую команду, играл роль резервиста Джорджо Гецци. В составе «россонери» дебютировал 9 марта 1958 года в проигранном матче против «Ювентуса» со счетом 1:0. Это была его единственная игра в сезоне 1957/58, а в следующем он вообще ни разу не выходил в матчах Серии А, но команда выиграла «скудетто». В течение двух следующих сезонов за «Милан» Альфьери провел в чемпионате 14 матчей (из которых 12 в одном сезоне 1959/60). В сезоне 1961/62 «Милан» вновь стал чемпионом Италии, но Альфьери и на этот раз не провел за сезон ни одного матча в Серии А, после чего покинул клуб.
После миланского опыта выступал за «Лекко» в Серии В, где принял участие в 22 матчах. В сезоне 1963/64 защищал цвета «Тревизо» из Серии С. После окончания сезона вернулся в родной «Милан», но так ни разу не вышел на поле в матчах чемпионата и в 1965 году завершил игровую карьеру.
За свою карьеру в общей сложности провёл лишь 15 матчей в Серии А и 22 матча в Серии В.

## Выступления за сборную
В 1960 году защищал цвета олимпийской сборной Италии на Олимпиаде, где Италия заняла четвёртое место, а Альфтери отыграл 5 матчей, пропустив 6 голов.

## Титулы и достижения
«Милан»
- Чемпион Италии (2): 1958/59, 1961/62

## Ссылка
- Данные об игроке в «Энциклопедии футбола» (итал.)
- Профиль на сайте FIFA.com (англ.)